# 유니티 (사용자 인터페이스)
유니티(Unity)는 원래 캐노니컬이 우분투 운영 체제를 위해 개발한 그래픽 셸이다. 2010년 우분투 10.10의 넷북 에디션에서 처음 선보였으며 우분투 17.10까지 사용되었다. 2017년 캐노니컬에 의해 개발이 중단된 후, 유니티7 및 유니티8 포크의 개발은 계속되었다. 후자는 2020년 2월 로미리로 이름이 변경되었다.
유니티7은 2022년부터 우분투의 공식 버전인 우분투 유니티의 기본 데스크톱 환경이다. 우분투 유니티와 유니티7의 유지보수 담당자들은 유니티7의 후속작인 유니티X 개발에 착수했다.
유니티는 우분투 내에서 사용자 경험을 개선하려는 의도를 가진 이니셔티브인 아야타나 프로젝트의 일부였다. 처음에는 넷북의 제한된 화면 크기를 고려하여 공간을 보다 효율적으로 사용하기 위해 설계되었는데, 예를 들어 런처라고 불리는 수직 애플리케이션 전환기 및 공간 절약형 수평 다목적 상단 메뉴 모음이 포함되어 있다. 그놈, KDE 플라스마, Xfce, 또는 LXDE와 달리 유니티는 애플리케이션 모음이 아니다. 기존 프로그램을 사용하도록 설계되었다.

## 기능

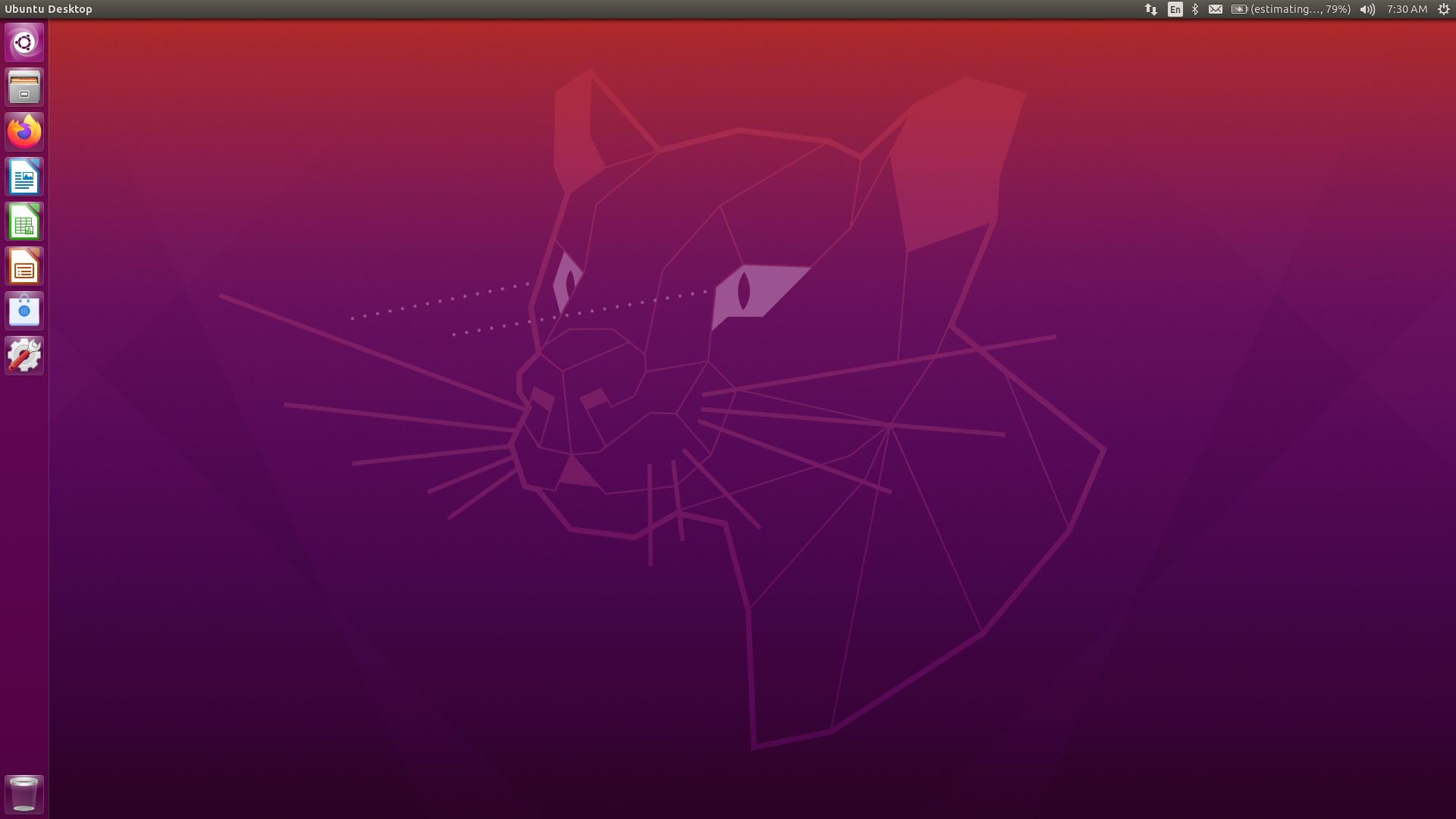
우분투 유니티 재설계 이전의 유니티 데스크톱 (우분투 22.04 LTS 이하에 설치된 경우). 이 스크린샷은 특히 우분투 20.04에서 유니티 7.5.1을 실행하고 있다.

유니티 사용자 인터페이스는 여러 구성 요소로 이루어져 있다.
- 상단 메뉴 모음: 다목적 상단 바로서 공간을 절약하고 다음을 포함한다.
  1. 활성 애플리케이션의 메뉴 모음
  2. 활성 애플리케이션의 메인 창 제목 표시줄 (최대화, 최소화 및 종료 버튼 포함)
  3. 세션 메뉴[10] (글로벌 시스템 설정, 로그아웃 및 종료 포함)
  4. 시간, 날씨 및 기본 시스템 상태를 포함한 다양한 전역 알림 표시기[9]
- 런처: 작업 표시줄. 애플리케이션의 여러 인스턴스가 동일한 아이콘 아래에 그룹화되며, 열려 있는 인스턴스 수를 나타내는 표시기가 있다.[11] 사용자는 애플리케이션을 런처에 고정할지 여부를 선택할 수 있다. 고정되지 않은 경우, 애플리케이션은 대시 또는 별도로 설치된 메뉴를 통해 시작될 수 있다.[12]
- 퀵리스트: 런처 항목의 접근 가능한 메뉴
- 대시: 로컬(예: 설치된 애플리케이션, 최근 파일, 즐겨찾기) 및 온라인(예: 트위터 또는 구글 문서도구) 정보를 검색할 수 있는 데스크톱 검색 유틸리티. 검색 결과 미리보기를 표시한다.[13]
- 헤드업 디스플레이 (HUD): Alt 키를 누르고 놓아 마우스를 사용하지 않고도 키보드에서 상단 메뉴 모음 항목을 단축키로 검색할 수 있다.[14]
- 표시기: 시계, 네트워크 상태, 배터리 상태 및 오디오 볼륨 조절이 포함된 알림 영역

### 대시

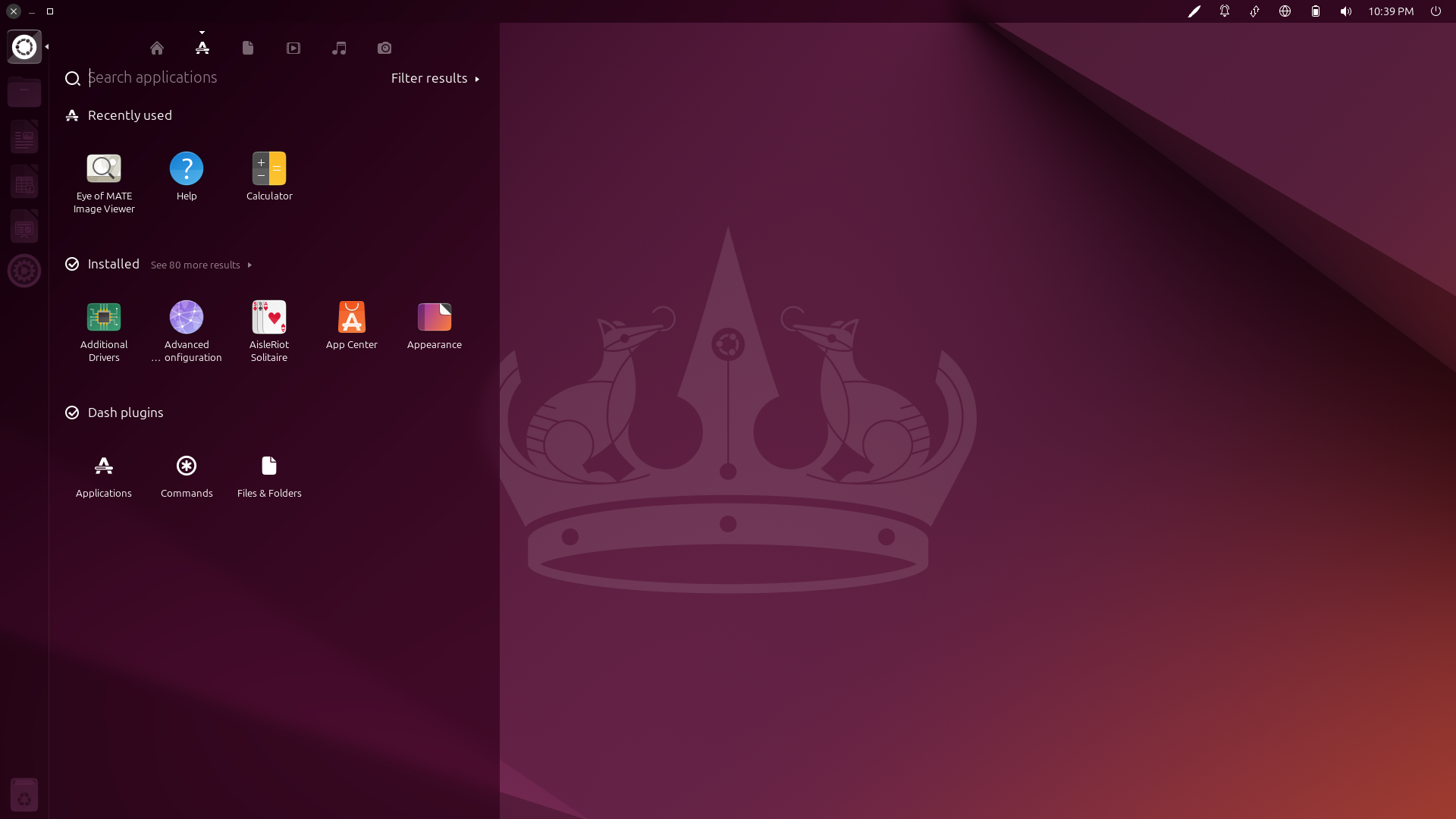
우분투 24.04에서 애플리케이션을 검색하는 대시

대시는 미리보기 기능을 갖춘 데스크톱 검색 유틸리티이다. 애플리케이션과 파일을 검색할 수 있다. 대시는 스코프(이전 명칭: 렌즈)라고 알려진 검색 플러그인을 지원한다. 기본적으로 구글 문서도구, 우분투 원 뮤직 스토어, 유튜브, 아마존, 소셜 네트워크(예: 트위터, 페이스북, 구글+)를 쿼리할 수 있다. 우분투 13.10부터 온라인 검색 쿼리는 캐노니컬 웹 서비스로 전송되어 쿼리 유형을 결정하고 적절한 타사 웹 서비스로 전달한다. 음란물 결과는 필터링된다.
우분투의 공식 파생 배포판(쿠분투, 주분투, 루분투, 우분투 그놈) 중 이 기능 또는 그 어떤 변형도 포함하지 않는다.
우분투 12.10 유니티의 새로운 기능 중 하나는 쇼핑 렌즈이다. 2012년 10월 현재, 이 기능은 홈 렌즈에서 사용자 쿼리를 productsearch.ubuntu.com으로 (보안 HTTPS 연결을 통해) 전송하며, 이 서버는 아마존닷컴을 폴링하여 관련 제품을 찾는다. 그러면 아마존은 제품 이미지를 사용자 컴퓨터로 직접 전송한다(초기에는 보안되지 않은 HTTP를 통해). 사용자가 이 결과 중 하나를 클릭하고 제품을 구매하면 캐노니컬은 판매 수수료를 약간 받는다.
많은 평론가들은 이를 비판했다. 홈 렌즈가 로컬 시스템에서 콘텐츠를 검색하는 자연스러운 수단이기 때문에, 평론가들은 로컬로 의도된 쿼리가 노출되어 개인 정보 보호 문제가 발생할 수 있다고 우려했다. 이 기능은 기본적으로 활성화되어 있으며 많은 사용자가 이를 인지하지 못할 수 있다.
2012년 9월 23일, 마크 셔틀워스는 이 기능을 옹호했다. 그는 "대시의 홈 렌즈는 어디서든 *무엇이든* 찾을 수 있게 해줘야 한다"고 말하며 쇼핑 렌즈가 그 방향의 한 단계라고 주장했다. 그는 캐노니컬 서버가 유니티와 아마존 간의 통신을 중재하고 사용자가 우분투를 신뢰할 수 있기 때문에 익명성이 유지된다고 주장했다. 우분투 커뮤니티 매니저 조노 베이컨은 "이 기능은 대시에 깔끔하고 눈에 띄지 않게 통합되어 있으며, 이 콘텐츠에 대한 가시성을 제공하여 더욱 유용하고 포괄적인 대시를 제공할 뿐만 아니라 우분투를 계속 성장하고 개선하는 데 도움이 되는 수익을 창출한다"고 게시했다. ZDNet의 스티븐 J. 본-니콜스는 이 기능이 자신에게 문제가 되지 않는다고 말하며 "일부 사용자를 행복하게 하고 동시에 회사에 수익을 창출할 수 있다면 괜찮다"고 썼다. 인포월드의 테드 샘슨은 셔틀워스와 베이컨의 답변을 보도했지만, 여전히 이 기능을 비판했다.
2012년 10월 29일, 전자 프런티어 재단은 이 문제를 비판했다. 제품 이미지가 (2012년 10월 현재) 보안되지 않은 HTTP를 통해 반환되므로, 동일한 무선 네트워크에 있는 사람과 같은 수동적인 도청자가 쿼리에 대한 좋은 아이디어를 얻을 수 있다고 주장했다. 또한 아마존은 쿼리를 IP 주소와 연관시킬 수 있었다. 이 재단은 우분투 개발자가 이 기능을 옵트인 방식으로 만들고 우분투의 개인 정보 보호 설정을 더욱 세분화하도록 권장했다. 대시는 우분투 개인 정보 보호 설정에서 "온라인 검색 결과 포함"을 끄면 인터넷 검색을 중지할 수 있다고 언급했다.
2012년 12월 7일, 리처드 스톨먼은 우분투에 스파이웨어가 포함되어 있어 자유 소프트웨어 지지자들이 사용해서는 안 된다고 주장했다. 조노 베이컨은 그를 반박하며, 우분투가 커뮤니티가 중요하다고 생각하는 많은 요구 사항에 응답하고 구현했다고 말했다.
2013년 9월부터 이미지는 사용자 컴퓨터로 전송되기 전에 익명 처리된다.
대시의 법적 고지는 사용자에게 데이터 공유에 대해 알린다. 사용자가 검색을 끄지 않는 한, 쿼리와 IP 주소가 productsearch.ubuntu.com과 "선택된 제3자"로 전송된다고 명시되어 있다 온라인 검색 결과용. 우분투의 타사 개인 정보 보호 정책 페이지는 사용자 쿼리 및 IP 주소를 수신할 수 있는 모든 타사를 알리고, "선택된 제3자가 귀하의 정보를 어떻게 사용할 수 있는지에 대한 정보는 해당 개인 정보 보호 정책을 참조하십시오"라고 명시한다.
도입 직후, 쇼핑 렌즈가 유럽 데이터 보호 지침을 준수하는지에 대한 의문이 제기되었다. 2013년 말까지 이러한 의문은 영국 데이터 프라이버시 사무소인 정보 위원회 사무실 (ICO)에 쇼핑 렌즈에 대한 공식 불만을 제기하는 근거가 되었다. 거의 1년 후 ICO는 이 기간 동안 도입된 다양한 개선 사항이 데이터 보호 지침을 준수한다고 판단하여 캐노니컬에 유리하게 판결했다. 그러나 이 판결은 또한 도입 당시 이 기능이 개인 정보 보호 정책 설명이 부족하여 불법이었다는 점을 분명히 했다.
2014년 3월, 캐노니컬의 마이클 홀은 유니티 8에서 사용자가 각 검색에 대해 옵트인해야 하며, 이는 특수 스코프를 열고 검색할 위치를 선택하여 수행될 것이라고 밝혔다. 이는 이전 기능에 대한 비판에 대한 응답이었다. 2016년 4월 우분투 16.04 LTS 출시 시점에는 이 설정이 기본적으로 꺼져 있었다.

## 유니티 2D

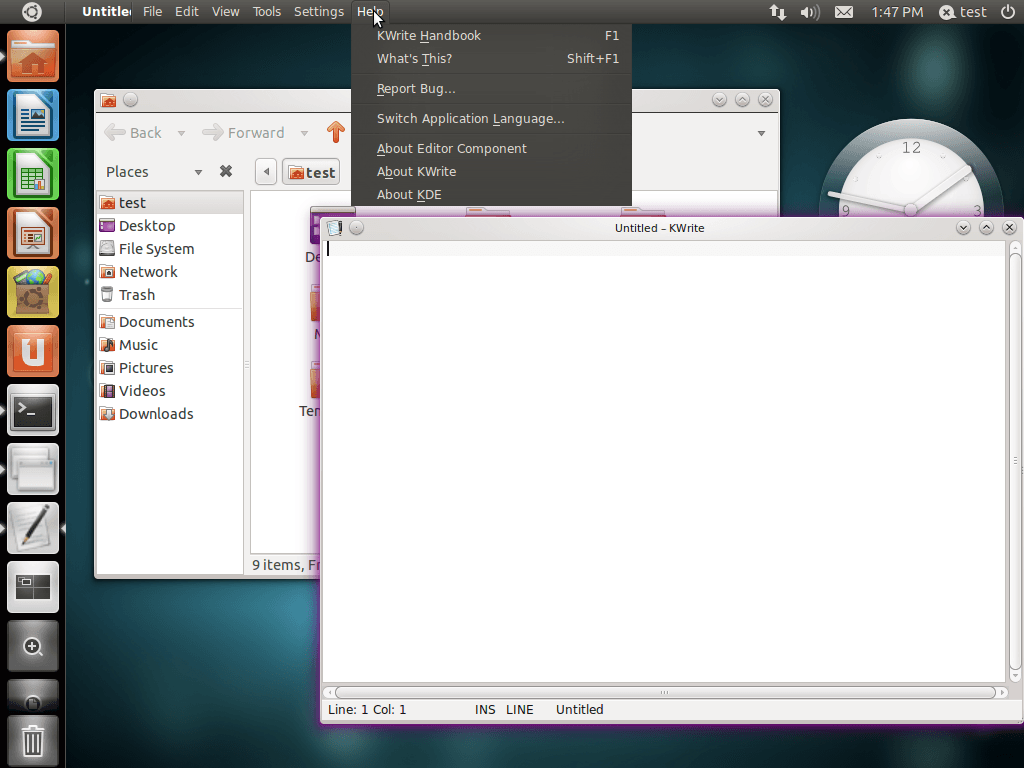
다른 창 관리자 및 데스크톱 환경과 함께 실행할 수 있는 유니티 2D

초기에 캐노니컬은 시각적으로 거의 구별할 수 없지만 기술적으로는 다른 두 가지 별개의 유니티 버전을 유지했다.
유니티는 컴피즈용 플러그인으로 작성되었으며 Nux라는 흔치 않은 OpenGL 툴킷을 사용한다. 컴피즈의 플러그인이라는 점은 호환되는 시스템에서 유니티에 GPU 가속 성능을 제공한다. C++ 및 발라 프로그래밍 언어로 작성되었다.
유니티 2D는 그래픽 카드가 OpenGL을 지원하지 않는 등 컴피즈가 실행되지 않는 환경을 위해 개발된 개별 애플리케이션 집합이었다. 널리 사용되는 Qt 프레임워크의 GUI 빌딩 언어인 QML로 작성되었다. 기본적으로 유니티 2D는 메타시티 창 관리자를 사용했지만 컴피즈 또는 KWin과 같은 가속 창 관리자를 사용할 수도 있었다. 우분투 11.10에서 유니티 2D는 메타시티의 XRender 기반 컴포지터를 사용하여 투명 효과를 구현했다. 우분투 11.10부터 유니티 2D는 하드웨어가 유니티의 컴피즈 버전을 실행할 수 없는 사용자를 위한 대체용으로 기존 그놈 패널을 대체했다.
유니티 2D는 2012년 10월 우분투 12.10 출시를 위해 중단되었다. 3D 버전이 저사양 하드웨어에서 더 잘 실행될 수 있게 되었기 때문이다.

## 사용 가능성
유니티와 지원하는 아야타나 프로젝트는 주로 우분투를 위해 개발되었으며 우분투가 새 버전을 가장 먼저 제공했다.
우분투 외에 다른 리눅스 배포판들도 아야타나를 채택하려 시도했지만 성공은 다양했다. 아야타나 구성 요소는 다른 애플리케이션의 수정이 필요하여 다른 배포판의 채택 복잡성을 증가시킨다.
- 아치 리눅스는 비공식 저장소 또는 AUR을 통해 유니티 및 유니티 2D를 포함한 많은 아야타나 구성 요소를 제공한다.[41]
- 페도라는 유니티가 지원되지 않는 GTK 패치를 요구하므로 기본 저장소에 유니티를 제공하지 않는다.[42] 그러나 유니티 6는 페도라 17로 포팅되었으며 패치가 적용된 오픈수세 저장소의 브랜치를 통해 설치할 수 있다.[43] 최신 페도라 및 유니티 버전은 지원되지 않는다.[44]
- Frugalware는 다가오는 Frugalware 릴리스의 개발 브랜치의 일부로 유니티 및 유니티 2D를 포함한 아야타나를 채택했지만 프로젝트는 더 이상 유지 관리되지 않는다.[45]
- 오픈수세는 그놈을 위한 많은 아야타나 구성 요소를 제공한다.[46] 패키지 작성자가 당시 컴피즈 버전의 문제로 프로젝트를 포기한 후,[47] 새로운 개발자들이 이 작업을 맡아 오픈수세 12.2용 패키지(아치 리눅스 및 페도라 17 버전 포함)를 제공한다. 최신 오픈수세 및 유니티 버전은 지원되지 않는다.[44]
- 만자로는 배포판에 유니티 버전을 포함하고 있다.[48]
- 우분투 유니티는 유니티 7 데스크톱을 사용한다.[49][50]
- 젠투는 유니티7 인터페이스를 구축하기 위한 커뮤니티 지원 오버레이를 가지고 있다.[51]

## 개발
유니티는 2010년 5월 10일 브뤼셀에서 열린 우분투 개발자 서밋에서 우분투 설립자 마크 셔틀워스의 기조연설 중에 처음 공개되었다. 우분투 넷북 에디션과 당시 계획 중이던 OEM 플랫폼인 우분투 라이트의 새로운 인터페이스로 발표되었다. 새로운 인터페이스는 기조연설 중에도 다운로드할 수 있었고, 서밋 방문객들은 델 미니 10v에서 이를 시도해볼 수 있었다.
우분투는 원래 완전한 그놈 데스크톱 환경을 사용했다. 셔틀워스는 2011년 4월 우분투 11.04 (Natty Narwhal)부터 우분투가 그놈 셸 대신 유니티를 기본 사용자 인터페이스로 사용하게 된 이유로 그놈 팀과의 사용자 경험에 대한 철학적 차이를 언급했다.
2010년 11월, 우분투 커뮤니티 매니저 조노 베이컨은 우분투가 그놈 스택, 그놈 애플리케이션을 계속 제공하고 우분투를 그놈에 최적화할 것이라고 설명했다. 그는 유일한 차이점은 유니티가 그놈을 위한 다른 셸이라는 것이라고 썼다.
캐노니컬은 데스크톱 컴퓨터용 유니티를 설계했으며, 버전 11.04부터 유니티를 우분투의 기본 셸로 만들 것이라고 발표했다. 그놈 셸은 우분투 11.04 나티 나왈에 포함되지 않았는데, 11.04가 동결될 당시 작업이 완료되지 않았기 때문이다. 그러나 PPA에서 사용할 수 있었으며, 우분투 11.10 및 이후 릴리스에서는 공식 저장소를 통해 사용할 수 있었다.
2010년 11월, 마크 셔틀워스는 현재 사용 중인 X 윈도 시스템 대신 궁극적으로 웨이랜드에서 유니티를 실행할 의도를 발표했지만, 이 계획은 유니티 8용으로 웨이랜드 대신 미르를 사용하여 폐기되었다.
2010년 12월, 일부 사용자는 유니티 런처(또는 도크)를 화면 왼쪽에서 다른 쪽으로 이동할 수 있도록 요청했지만, 마크 셔틀워스는 이에 대해 "그것은 우리의 더 넓은 디자인 목표와 맞지 않으므로 구현하지 않을 것이다. 우리는 런처가 항상 우분투 버튼 가까이에 있기를 원한다"고 말했다. 그러나 우분투 11.10에서는 우분투 버튼이 런처 안으로 이동했다. 유니티 3D 런처를 하단으로 이동시키는 타사 플러그인이 있었다. 런처를 화면 하단으로 이동시키는 옵션은 우분투 16.04에서 공식적으로 구현되었다.
2010년 기준, 유니티 셸 인터페이스 개발자는 클러터 대신 Nux라는 툴킷을 사용한다. 유니티는 컴피즈 창 관리자의 플러그인이며, 캐노니컬은 Mutter(그놈 셸의 플러그인인 창 관리자)보다 빠르다고 말한다.
2011년 1월 14일, 캐노니컬은 Qt를 기반으로 QML로 작성된 유니티의 "2D" 버전 기술 프리뷰도 공개했다. 유니티-2D는 우분투 11.04 CD에 포함되지 않았으며, 대신 기존 그놈 데스크톱이 유니티를 실행할 수 없는 하드웨어의 대체용이었다.
2011년 3월, 캐노니컬(및 유니티 개발)과 그놈 개발자들 사이의 마찰 징후가 공개적으로 나타났다. 유니티 개발의 일환으로 우분투 개발자들은 그놈에 외부 종속성으로 포함하기 위해 API 코드를 제출했다. 데이브 니어리에 따르면, "... 외부 종속성은 그놈 모듈 세트 중 하나에 포함된 패키지의 종속성인 비그놈 모듈"이며, libappindicator가 외부 종속성으로 허용되지 않은 이유는 "... 그 정의에 맞지 않고", "(현재 그놈 셸 기본값인) libnotify와 기능이 중복되며", CLA가 현재 그놈 정책을 충족하지 않기 때문이다. 마크 셔틀워스는 다음과 같이 답했다.
| “ | 이는 그놈 리더십에 있어 중요한 전환점이다. 그놈과 그놈 애플리케이션에 대한 선의의 기여자들의 오랜 노력들이 경쟁적인 역학으로 인해 그놈 자체의 범위가 축소되도록 한 의사 결정 과정에 의해 실망하고 있다고 솔직히 말하고 싶다. '핵심'에서 생성되지 않은 아이디어는 산소를 얻기 위해 믿을 수 없을 정도로 불필요하게 싸워야 한다... 아이디어를 탐구할 공간을 확보하는 것이 마치 기관총 진지에 대한 정면 공격처럼 느껴져서는 안 된다. 이것은 프로젝트를 이끄는 방식이 아니다. 이것은 세상을 다르게 보는 방식에 더 개방적인 환경으로 훌륭한 사람들이 떠나게 만드는 프로젝트의 레시피이다... 그러한 다른 아이디어들을 포용하고 그들이 행복하고 건강하게 경쟁하도록 허용하는 것이 그들이 가져오는 혁신을 당신의 브랜드 내부에 유지하는 유일한 방법이다. 그렇지 않으면, 당신은 그들이 혁신하는 것을 지켜보고 나서 "재배치"하여 따라잡아야 하며, 그 과정에서 그들을 험담하게 될 운명이다. 우리는 강력하고 명확한 진술로 시작했다: 유니티는 그놈의 셸이다. 이제 그놈 리더십은 그 경쟁의 결과가 그놈의 자산이 될지 아닐지 결정해야 한다. | ” |

## 출시
2011년 4월, 마크 셔틀워스는 우분투 11.10 오네이릭 오셀롯에는 우분투 11.04 나티 나왈과 달리 기존 그놈 데스크톱이 유니티의 대체용으로 포함되지 않을 것이라고 발표했다. 대신 우분투 11.10은 하드웨어가 3D 버전을 지원할 수 없는 사용자를 위해 Qt 기반의 유니티 2D를 사용했다. 그러나 기존 그놈 데스크톱(그놈 패널)은 우분투 11.10 및 이후 버전에서 우분투 저장소의 gnome-panel 패키지를 통해 별도로 설치할 수 있다.
2011년 11월 우분투 개발자 서밋에서 우분투 12.04의 유니티는 시스템 트레이를 다시 활성화하지 않을 것이며, 더 나은 애플리케이션 통합과 렌즈를 런처로 드래그할 수 있는 기능, 그리고 유니티의 2D 버전이 3D 버전과 동일한 장식 버튼을 사용할 것이라고 발표되었다.

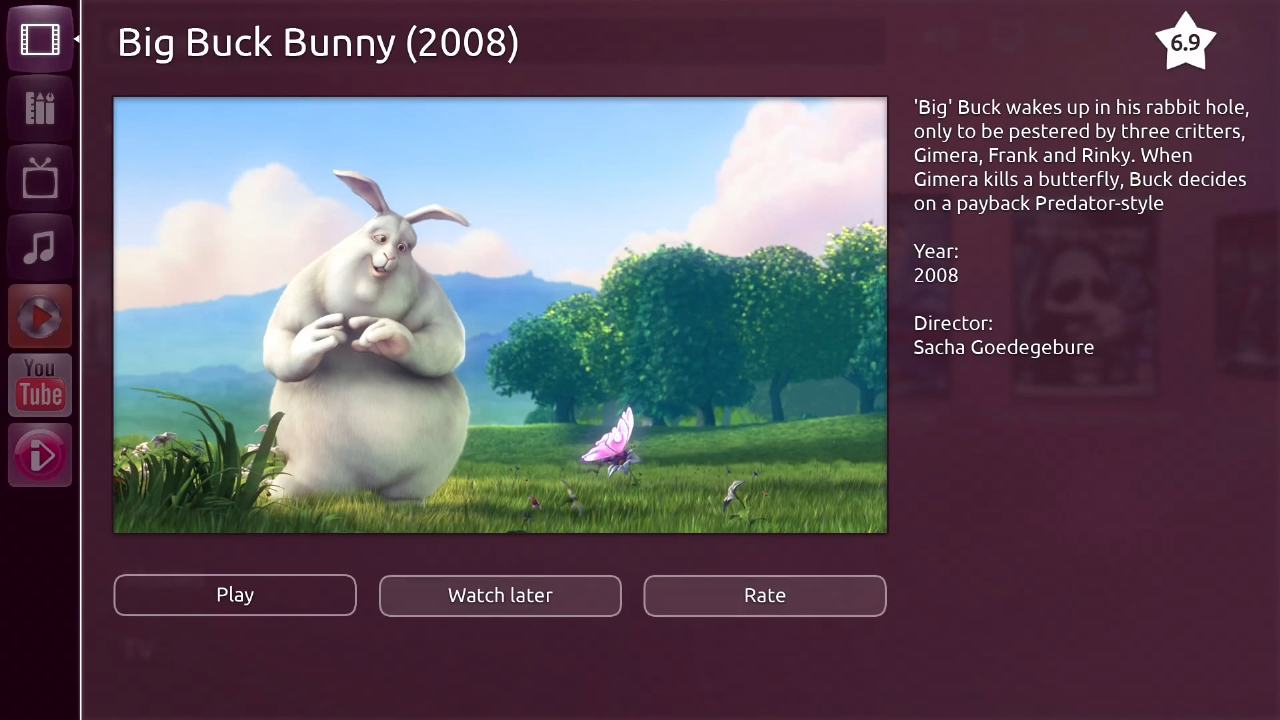
우분투 TV에서 빅 벅 버니를 보여주는 모습

유니티의 변형은 2012년 국제전자제품박람회에서 시연된, 궁극적으로는 출시되지 않은 스마트 TV 운영 체제인 우분투 TV에서 실행될 계획이었다.
우분투 12.10 계획 회의 중, 유니티 2D는 유니티 3D가 저사양 하드웨어에서 더 잘 실행될 수 있도록 하기 위해 아마도 중단될 것이라고 발표되었다.
2012년 7월 OSCON에서 셔틀워스는 유니티 개발의 역사적 배경을 설명했다. 2008년 새로운 인터페이스를 개발하기로 한 초기 결정은 혁신과 마이크로소프트 및 애플의 사용자 경험을 능가하려는 열망에서 비롯되었다. 이는 데스크톱, 랩톱, 태블릿, 스마트폰, TV 등 다양한 장치 폼 팩터에서 사용할 수 있는 통일된 인터페이스 제품군을 의미했다. 셔틀워스는 "'오래된 데스크톱은 태블릿이나 휴대폰을 온갖 종류의 이상하고 우스꽝스러운 자세로 만들었을 것이다. 그래서 우리는 '젠장, 미래를 위해 데스크톱을 필요한 곳으로 옮기자'고 말했다. [이것은] 매우 인기가 없는 과정으로 판명되었다."라고 말했다.
개발 중 유니티의 초기 테스트는 실험실 환경에서 진행되었으며, 대중의 반대에도 불구하고 인터페이스의 성공을 보여주었다. 실제 출하 반품율도 수용도를 나타냈다. 셔틀워스는 "아수스는 50만 대의 [유니티 넷북과 랩톱]을 독일에 출하하는 실험을 했다. 쉬운 시장이 아니었다. 그리고 우분투의 반품율은 윈도우의 반품율과 정확히 같았다. 이는 OEM들이 이 작업을 고려할 때 핵심 지표이다"라고 설명했다.
마이크로소프트의 윈도우 8 개발과 메트로 인터페이스는 유니티 개발의 추가적인 동기가 되었다. 셔틀워스는 "우리는 [데스크톱을 옮겨야 했다]. 그렇지 않으면 윈도우 8과 같은 상황이 될 것이기 때문이다. [윈도우 8에서] 이 반짝이는 태블릿 인터페이스가 있고, 앉아서 사용하다가 잘못된 버튼을 누르면 얼굴을 때리는 것처럼 윈도우 7이 다시 돌아온다. 그리고 당신은 '아, 익숙하네'라고 생각하며 적응하려는데 쾅 [윈도우 8이 다시 돌아온다]"라고 설명했다.

## 이후 릴리스 및 유니티 8
2013년 3월, 이전에 발표된 웨이랜드/웨스턴 대신 향후 유니티 개발을 위해 미르 디스플레이 서버를 사용할 계획이 발표되었다.
2015년 4월, 유니티 8이 우분투 16.04 LTS의 일부로 출시되거나, 그 이후에 출시될 수도 있다고 발표되었다. 또한 이 버전의 유니티는 유니티 7과 시각적으로 크게 다르지 않을 것이라고 언급되었다.
2016년 4월 우분투 16.04가 출시되었을 때, 기본 사용자 인터페이스는 유니티 8이 아닌 유니티 7이었다. 그러나 유니티 8은 우분투 소프트웨어 저장소를 통해 선택적 미리보기 패키지로 설치할 수 있었다. 우분투 온라인 서밋에서 캐노니컬 직원들은 유니티 8을 2016년 10월에 출시될 우분투 16.10의 기본 인터페이스로 제공하는 것이 목표라고 말했다. 이 계획은 현재 변경되었으며, 유니티 8은 16.10에 사전 설치되지만 기본값은 아닐 것이다.

## 캐노니컬에 의한 중단 및 포크
2017년 4월 5일, 마크 셔틀워스는 캐노니컬의 유니티 작업이 종료될 것이라고 발표했다. 당시 출시까지 1년 남은 우분투 18.04 LTS는 유니티 데스크톱을 포기하고 대신 그놈 3 데스크톱을 사용할 예정이었다. 유니티 7의 개발은 유니티7 유지보수 팀이 이어받았으며, 2022년 6월 30일 6년 만에 첫 번째 새 버전인 7.6을 출시했다. 유니티8 개발은 UBports 아래 우분투 터치의 일부로 계속 진행되었으며, 이 포크는 2020년 2월 로미리로 이름이 변경되었다.
2020년 5월, 새로운 비공식 우분투 버전인 우분투 유니티가 유니티7 데스크톱을 기본 환경으로 사용하여 처음 출시되었다. 이는 버전 22.10부터 공식 우분투 버전이 되었으며 버전 24.04부터 로미리에 대한 초기 지원을 포함한다.

## 평가
초기 버전의 유니티는 엇갈린 평가를 받았고 논란을 불러일으켰다. 일부 평론가들은 구현과 제한 사항에 결함이 있다고 보았지만, 다른 평론가들은 유니티가 그놈 2보다 개선되었으며 시간이 지남에 따라 더 개선될 가능성이 있다고 평가했다.
우분투 12.04와 함께 유니티는 좋은 평가를 받았다. 잭 월렌은 이를 "믿을 수 없는 발전"이라고 묘사했다. 제시 스미스는 "매력적"이라고 묘사하며 성숙기에 이르렀다고 말했다. 라이언 폴은 유니티가 반응성이 좋고 견고하며 성숙한 데스크톱 셸에서 기대되는 신뢰성을 가지고 있다고 말했다.
우분투 12.10의 유니티 대시 기능은 개인정보 보호 논란을 불러일으켰다.

### 우분투 10.10
2010년 여름 유니티가 공개된 직후, 아르스 테크니카의 라이언 폴은 유니티의 알파 버전을 검토하면서 독 바에 없는 추가 애플리케이션을 실행하는 방법을 알아내는 데 문제가 있음을 지적했다. 그는 또한 어떤 애플리케이션이 열려 있는지 추적할 수 없는 문제와 다른 창 관리 문제 등 여러 버그를 언급했다. 그는 이러한 문제의 대부분이 개발 초기 단계 때문일 가능성이 높으며 시간이 지나면 해결될 것으로 예상했다. 폴은 긍정적으로 결론을 내렸다. "유니티 프로토타입에 대한 우리의 테스트는 이 프로젝트가 상당한 잠재력을 가지고 있으며 우분투 넷북 에디션에 많은 가치를 가져다줄 수 있다는 것을 믿게 한다. 독특한 시각적 스타일은 우분투의 새로운 기본 테마와 아름답게 조화를 이루며, 기본 상호 작용 모델은 매력적이고 작은 화면에 잘 맞는다." 2010년 10월 출시 직후 우분투 10.10에 대한 광범위한 검토에서 폴은 유니티에 대해 추가적인 관찰을 하며 "유니티는 매우 야심적이며 기존 우분투 데스크톱과는 상당히 다른 컴퓨팅 경험을 제공한다"고 언급했다. 그는 "애플리케이션 선택기는 시각적으로 매력적이지만, 유니티 사용자 경험에서 가장 약한 부분이다. 낮은 성능은 일상적인 사용에서 그 가치를 크게 떨어뜨리고, 실제 파일 관리 기능의 부족은 파일 선택기를 거의 쓸모없게 만든다. 그러나 그 디자인 뒤에 깔린 개념은 좋으며, 유니티가 성숙함에 따라 미래에 훨씬 더 가치 있게 될 잠재력을 가지고 있다"고 결론 내렸다.

### 우분투 11.04
2011년 3월, OMG 우분투의 작가 벤자민 험프리는 당시 우분투 11.04용으로 테스트 중이던 유니티 개발 버전을 여러 가지 이유로 비판했다. 여기에는 사용자 경험과 동떨어진 개발 과정, 사용자 피드백에 대한 반응 부족, "디자인 팀의 믿을 수 없을 정도로 부족한 의사소통", 그리고 그가 "복잡하고 일관성 없는" 사용자 인터페이스라고 묘사한 것이 포함되었다. 그러나 전반적으로 그는 "유니티가 전적으로 나쁜 것은 아니다... 유니티의 많은 개념들이 디자인 관점에서 결함이 있을 수 있지만, 아이디어 자체는 그렇지 않으며, 대안이 확신을 주지 못할 때 유니티로 정체된 오픈 소스 데스크톱을 활성화하려는 캐노니컬의 노력은 박수를 받아 마땅하다"고 결론 내렸다.
2011년 4월 14일, 라이언 폴은 우분투 11.04 베타에 구현된 유니티를 안정판 출시 불과 2주 전에 검토했다. 그는 야심찬 개발 일정에도 불구하고 유니티가 Natty Narwhal에 포함될 예정이라고 보고했다. 그는 "유니티의 많은 측면에서 세부 사항에 대한 세심한 주의가 빛난다. 메뉴바는 깔끔하고 기능적이다. 사이드바 독은 시각적으로 매력적이며 자동 숨김을 위한 훌륭한 기본 동작을 가지고 있다." 그는 인터페이스가 여전히 몇 가지 약점이 있으며, 특히 독에 없는 애플리케이션을 찾아보는 어려움과 애플리케이션 카테고리 간 전환의 어려움을 지적했다. 그는 특히 "저장소의 무작위 패키지들이 런처에서 설치 가능한 애플리케이션으로 제시되어 혼란스럽고 대체로 불필요하다"고 언급했다. 폴은 "아직 개선할 여지가 많지만, 유니티는 일상적인 사용을 위한 기존 그놈 2.x 환경에 비해 확실히 강력한 개선점이다. 변화의 폭이 일부 사용자에게는 혼란스러울 수 있지만, 대부분은 이달 말 유니티가 데스크톱에 적용될 때 보게 될 것을 좋아할 것이다"라고 결론 내렸다. 2주 후 그는 설정 불가능성을 자신의 비판에 추가했다. 2011년 5월 12일 발행된 우분투 11.04와 유니티에 대한 매우 상세한 평가에서 폴은 유니티가 우분투에 긍정적인 발전이지만, 제대로 작동하려면 더 많은 개발이 필요하다고 결론 내렸다. 그는 "그들은 지금까지 놀라울 정도로 인상적인 작업을 수행했으며 일상적인 사용에 적합한 데스크톱을 제공했지만, 아직 잠재력을 최대한 발휘하기에는 멀었다"고 썼다.
2011년 4월 25일, 우분투 11.04 출시 전날, IT 매니지먼트의 매트 하틀리는 유니티를 비판하며 "리눅스 데스크톱 환경의 단순화는 제정신이 아닌 수준에 가깝다"고 말했다.
OMG 우분투의 조이 스네든은 우분투 11.04 리뷰에서 유니티에 대해 더 긍정적이었고, 사용자들에게 "확실히 다르지만, 다르다고 나쁜 것은 아니다. 가장 좋은 방법은 기회를 주는 것이다"라고 권했다. 그는 데스크톱의 유니티가 "화면 공간을 더 잘 활용하고, 직관적인 인터페이스 레이아웃, 그리고 가장 중요한 것은 사용자를 위해 작동하는 데스크톱을 만드는 것"이라고 결론 내렸다.
우분투 11.04 출시 후 캐노니컬 설립자 마크 셔틀워스는 유니티 구현에 전반적으로 만족하지만 개선의 여지가 있다고 밝혔다. 셔틀워스는 "문제가 있다는 것을 인식하고 있으며, 11.10에서 많은 문제를 해결하지 않으면 만족하지 못할 것이다... 유니티는 업그레이드 또는 설치하는 일반 사용자에게 최선의 선택이었다. 유니티가 최선이 아닌 많은 사람들이 있지만, 우리는 기본 입장을 선택해야 했다... 결코 완벽하지 않으며, 그렇지 않다고 말하는 것은 자기기만일 것이다... 기술적인 수준(컴피즈, 닉스)과 사용자 경험 측면에서 대부분 환상적으로 작동했다고 생각한다"고 말했다.
2011년 5월 9일 우분투 11.04에서 유니티를 검토하면서 디스트로워치의 제시 스미스는 유니티의 사용자 정의 부족, 메뉴 처리 및 하드웨어 요구 사항을 비판하며 "3D 가속을 요구할 만한 것이 정말 아무것도 없다"고 말했다. 그는 또한 "이 레이아웃은 큰 화면이나 다중 화면 시스템에는 잘 적용되지 않는다"고 언급했다. 리눅스 인사이더의 잭 M. 저메인은 2011년 5월 11일 유니티를 검토하면서 이에 대해 강한 불만을 표시하며 "나는 싫어하는 범주에 넣어달라"고 말했고, 개발이 진행될수록 더 싫어한다고 언급했다.

### 우분투 11.10

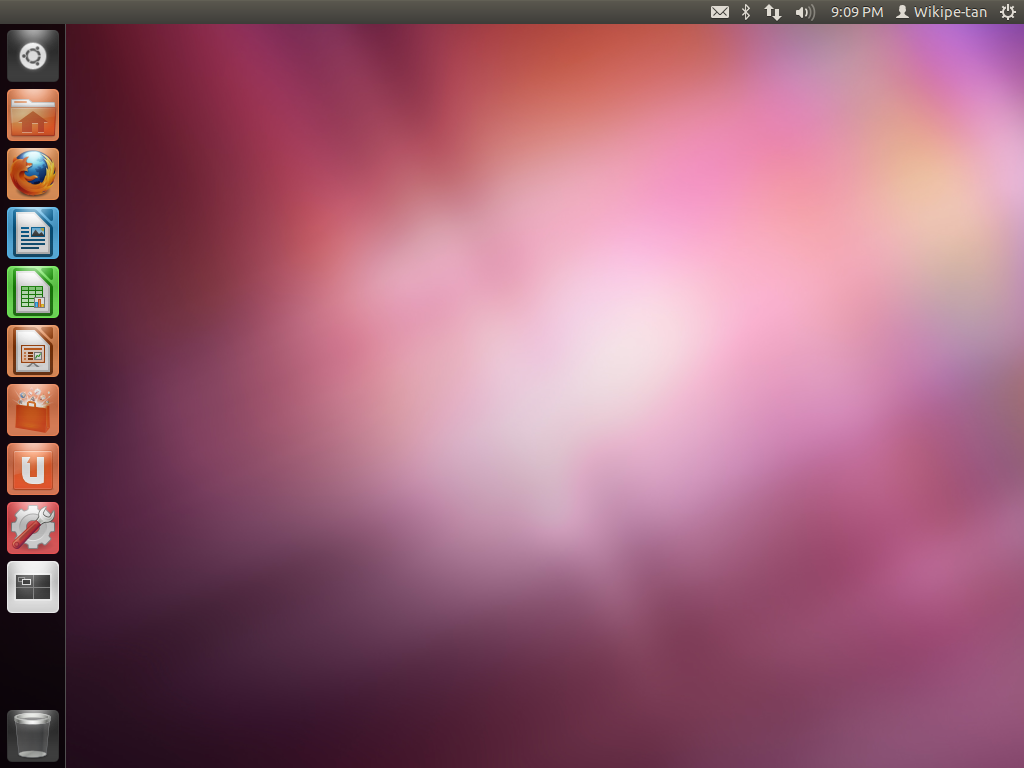
우분투 11.10의 유니티 데스크톱

우분투 11.10 출시 후 더 많은 비판이 나타났다. 2011년 11월 디스트로워치에 글을 쓴 로버트 스토리는 유니티 개발 작업이 너무 많은 시간을 차지하여 미해결 우분투 버그에 대한 작업이 거의 진행되지 않아 배포판이 충분히 안정적이거나 빠르지 않다고 지적했다. 스토리는 "유니티가 슬라이스 빵 이후 최고의 발명품, 즉 데스크톱 컴퓨팅을 혁신할 멋진 것이었다면 버그를 감수할 가치가 있었을지도 모른다. 그러나 그렇지 않다. 유니티를 사용해 보았는데, 귀엽기는 하지만 대단할 것은 없었다"고 결론 내렸다.
우분투 기반 리눅스 배포판 개발자들도 2011년 초 유니티가 초기 단계였을 때 유니티 도입에 대해 의견을 밝혔다. 일부는 사용성 테스트를 기반으로 비판적이었다. 오디오 및 비디오 중심의 ArtistX의 수석 개발자 마르코 기를란다는 "컴퓨터 문맹자에게 유니티를 시험해 보았을 때, 그들은 생산성이 떨어지고 그 뒤에 숨겨진 개념을 이해하는 데 오랜 시간이 걸렸다. 사용법을 보여주자, 그들은 예쁘지만 사용하기 어렵다고 말했다"고 진술했다. 고등교육 및 대학 진학 고등학생을 위한 우분투 기반 리눅스 배포판인 UberStudent의 수석 개발자 스티븐 이웬은 "유니티의 디자인은 시각적 및 기능적 접근성을 모두 떨어뜨려 생산성 감소로 이어진다"고 진술했다. 이웬은 또한 유니티의 메뉴 체계가 그놈 2보다 훨씬 접근성이 떨어진다고 비판하며, 이는 "뇌가 프로그램 카테고리 및 하위 카테고리에 더 빠르게 매핑할 수 없다는 것을 의미하며, 이는 다시 생산성 감소로 이어진다"고 말했다.

### 우분투 12.04 LTS

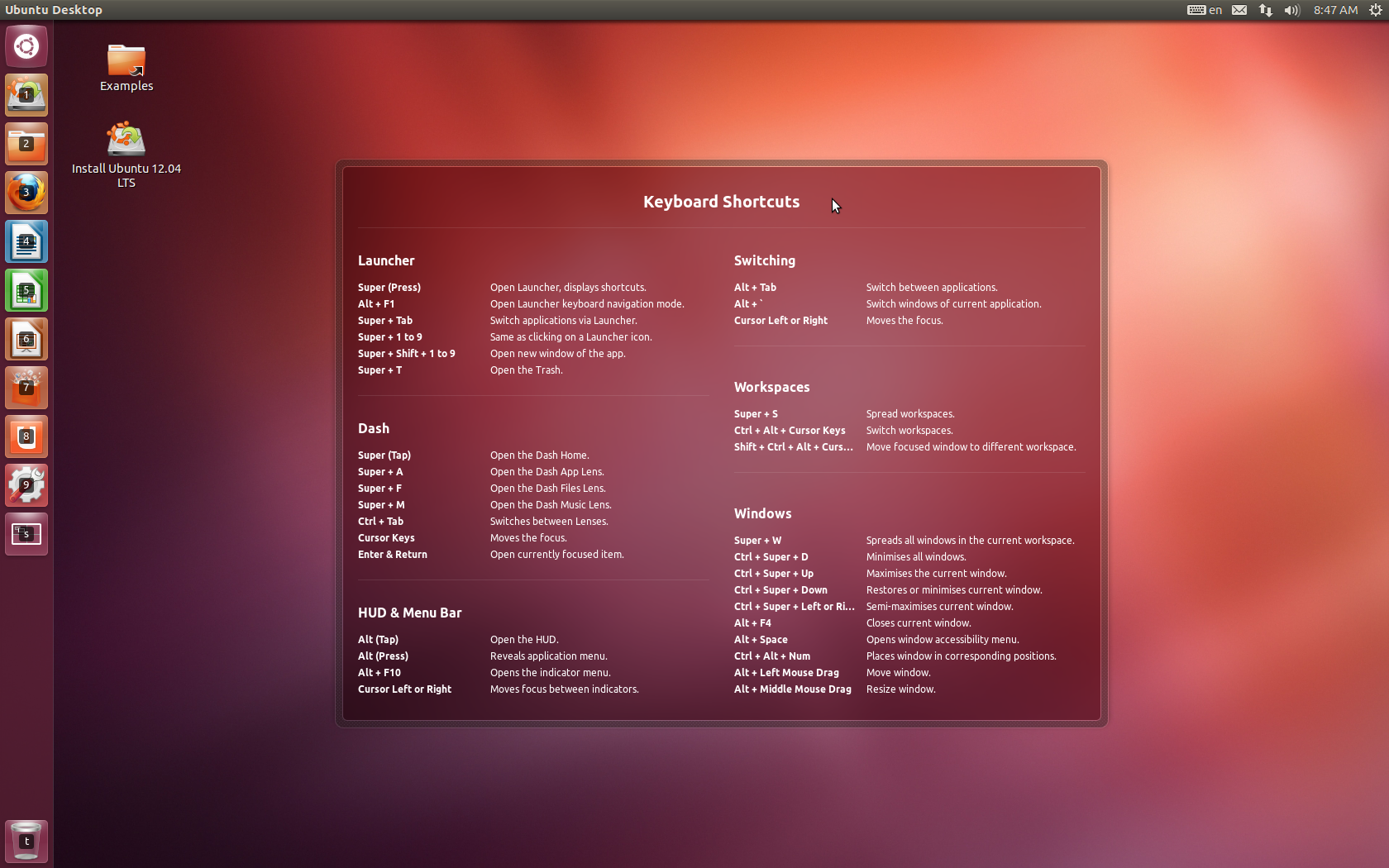
우분투 12.04 LTS의 유니티 단축키

디스트로워치의 제시 스미스는 이전에 "실망스러웠던" 유니티의 부분이 "통합되어 하나의 명확한 그림을 형성했다"고 썼다. 그는 HUD가 초보 사용자에게는 사용하기 쉽고 고급 사용자에게는 다재다능하다고 강조했지만, 전체적으로 유니티의 유연성 부족을 문제로 지적했다.
초기 유니티 버전에 비판적이었던 TechRepublic의 잭 월렌은 이 환경에서 "훨씬 더 효율적으로 작업하고 있다"고 썼으며, 이를 "놀라운" 발전이라고 불렀다.
라이언 폴은 유니티의 반응성, 견고성, 신뢰성을 칭찬하며, HUD를 "우분투 12.04에서 훨씬 더 좋게" 만드는 데 기여한 기능으로 강조했다. 반면 사용자 경험의 일부 측면은 "예측 가능성과 사용 편의성을 떨어뜨린다"고 비판했다.

### 우분투 16.04 LTS

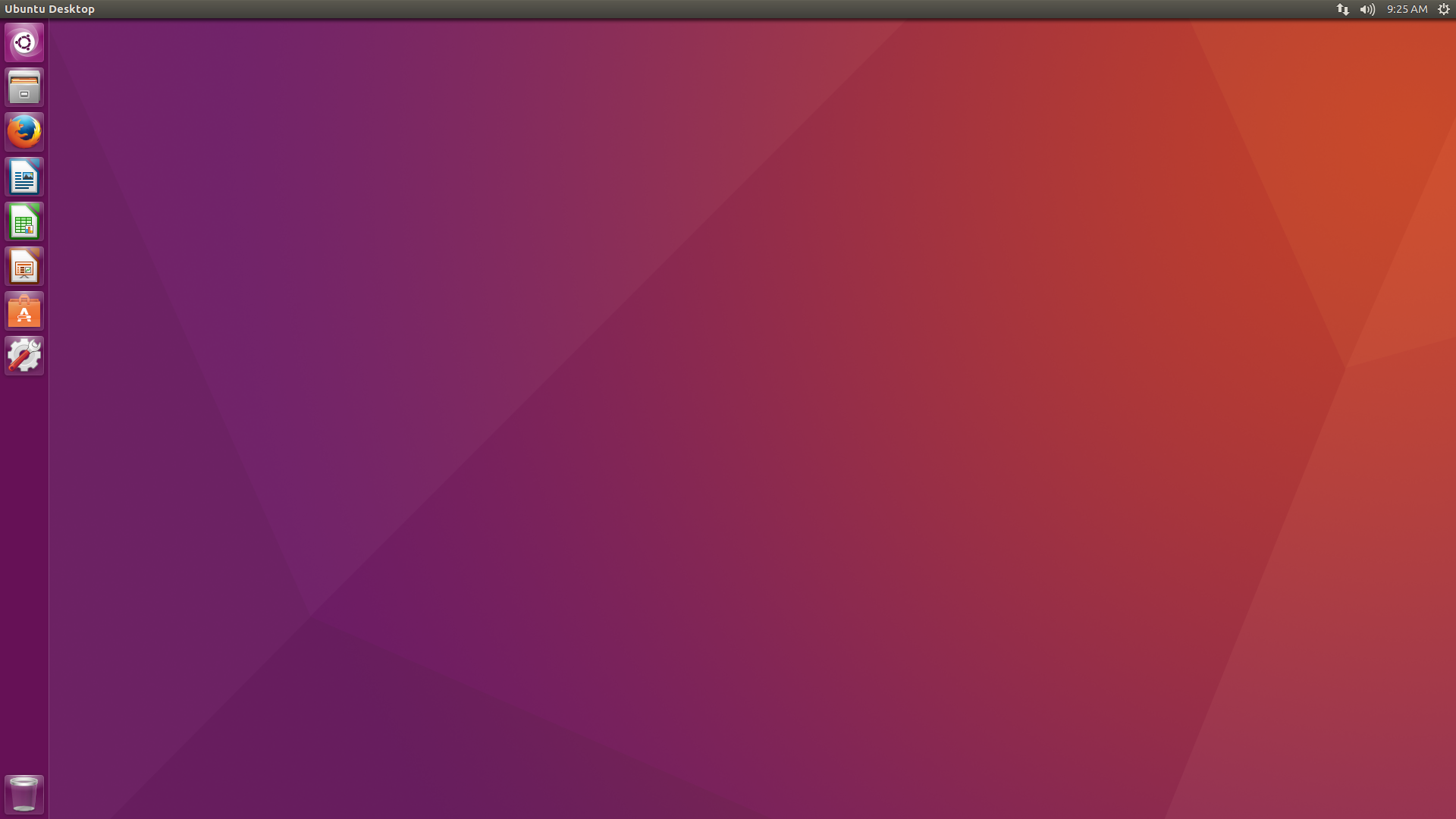
우분투 16.04 LTS의 유니티 데스크톱

TechRepublic의 잭 월렌은 우분투 16.04 LTS에서 유니티의 변경 사항을 검토하면서 "우분투 유니티는 더 이상 당신이 한때 생각했던 데스크톱 악몽이 아니다. 이 데스크톱 환경은 아름답고 효율적인 인터페이스로 발전했으며, 많은 사람들의 비난과 조롱을 받을 가치가 없다"고 결론 내렸다.